# Volkspetitionnement
Een volkspetitionnement is een door een groot gedeelte van de bevolking ondertekende petitie.
In veel landen waaronder België, Nederland en de Verenigde Staten is het petitierecht (het recht van een burger of een groep burgers om bij officiële instanties als de regering of het parlement een verzoek in te dienen) vastgelegd in de grondwet.

## België
Voorbeelden van een volkspetitionnement in België zijn
- 1840 - petitie tegen de verfransing van Vlaanderen
- 1955 - petitie tegen de Wet-Collard (zie schoolstrijd)

## Nederland
Voorbeelden van een volkspetitionnement in Nederland zijn
- 1853 - petitie tegen het herstel van de bisschoppelijke hiërarchie in Nederland (zie Aprilbeweging)
- 1878 - petitie tegen herziening van de onderwijswet (volkspetitionnement van 1878)
- 1911 - petitie voor het algemeen kiesrecht
- 1923 - petitie tegen de vlootwet
- 1985 - petitie tegen de plaatsing van kernwapens in Nederland (zie Komitee Kruisraketten Nee)